# W45
W45 — многоцелевая американская ядерная боеголовка, разработанная в начале 1960-х годов и впервые построенная в 1962 году. Использовалась до 1988 года.
Имела диаметр 11,5 дюймов (292 мм), длиной 27 дюймов (686 мм) и весила 150 фунтов (68 кг). Мощность различных версий W45 составляла 0,5, 1, 5, 8, 10 и 15 килотонн. W45 была разработана в Ливерморском филиале радиационной лаборатории Калифорнийского университета (UCRL), ныне Ливерморская национальная лаборатория.
В W45 использовали взрывное устройство деления под кодовым названием Robin, которое также использовалось в качестве триггера в термоядерных боеголовках W38 и W47.
Боеголовка W45 использовалась в том числе в:
- MGR-3 Little John
- Терьер (ЗРК)
- Medium Atomic Demolition Munition (MADM)
- AGM-12 Bullpup